# St. Blasien
St. Blasien (pronunciación en alemán: /zaŋkt ˈblaːzi̯ən/ⓘ) es una pequeña ciudad en la Selva Negra Meridional en el distrito de Waldshut en el sur de Baden-Wurtemberg, Alemania. Tenía 3702 habitantes a finales de 2011 y es conocido, principalmente, por encontrarse allí la Abadía de San Blas.